# (4733) ORO
(4733) ORO (1982 HB2) – planetoida z pasa głównego asteroid okrążająca Słońce w ciągu 3 lat i 85 dni w średniej odległości 2,19 j.a. Została odkryta 19 kwietnia 1982 roku.